# La Algaba
La Algaba es un municipio español de la provincia de Sevilla, Andalucía. Pertenece a la comarca de La Vega. Se encuentra situado a una distancia de 7 kilómetros de la capital provincial, Sevilla y su población es de 16 301 habitantes.

## Geografía
El río Rivera de Huelva pasa por el oeste de este municipio en su último tramo, en el que desemboca en el Guadalquivir. En 1937 se construyó una presa de derivación en la Rivera de Huelva a su paso por La Algaba para que el abastecimiento público dejase de hacerse por el Guadalquivir y abastecerse de este río. Por el norte pasa el arroyo Barbolí. Por el este pasa el río Guadalquivir.
| Noroeste: Guillena | Norte: Guillena y Alcalá del Río | Noreste: Alcalá del Río |
| Oeste: Salteras    |                                  | Este: La Rinconada      |
| Suroeste: Salteras | Sur: Sevilla                     | Sureste: Sevilla        |

## Símbolos

### Bandera
Dividido en dos franjas una azul celeste y otra blanca, no se sabe exactamente de donde viene este modelo, antiguas anotaciones de que se trata al menos desde 1712, desde ese año la Patrona de La Algaba empezó a usar este patrón de colores respectivamente, que por gran elogio por parte de La Algaba a la patrona, uso esos colores.

### Heráldica
Escudo partido. 
Primero: En campo de azur dos calderas jaqueadas de oro y sable, colocadas en palo, gringoladas cada una de ellas de siete sierpes de sinople, cuatro y tres, bordura de plata cargada de ocho armiños, de sable.

Segundo: En campo de plata la Torre de los Guzmanes, cuadrada almenada, mazonada de sable y cerrada, con la puerta diestrada respecto al eje principal de la torre, y acostada de dos ramas de laurel que se cruzan en la punta. Al timbre la corona marquesal.

Es el tercer escudo de La Algaba, tras ser modificada la corona por la que tenía el marquesado.
En 1823, ya independiente de su señorío, ejercido por los marqueses de La Algaba, usó un sello oval de tinta, en su bordura la inscripción Ayuntamiento Constitucional de La Algaba, y en su campo la Torre de los Guzmanes.

## Historia

### Prehistoria
Se ha supuesto sin fundamento que, originalmente, aquí hubiera un pueblo turdetano llamado Bálbilis, que en época romana se llamó Bílbilis.

### Edad Media

Reino de Sevilla en el Imperio español. En rosa, las tierras de la Casa de Acalá, al que perteneció el Señorío de La Algaba con la B.

En época musulmana el pueblo ya tenía su denominación actual. Procede del árabe al-gabba, que significa «el bosque». Fernando III la reconquistó en la primavera de 1247 y, en el repartimento de 1253, se otorgó a don Fadrique, hijo de Fernando III y hermano de Alfonso X. Alfonso X y el arzobispo don Remondo convirtieron a La Algaba, y los cercanos poblamientos de Alaraz y Luchena (dado a la Orden de Calatrava y despoblado en el siglo XIV), en un priorato de Sevilla. En 1288 la villa pasó a pertenecer a Guzmán el Bueno. En 1306 fue dada al infante Alfonso de la Cerda. Posteriormente pasó a Enrique II, que en 1336 se la cedió a su criado Gonzalo Sánchez de Campaniello. Posteriormente pasó al almirante Fernán Sánchez de Tovar, luego a Juan Alonso de Guzmán y, en 1338, a Leonor (hija de Fernán Sánchez de Tovar). Posteriormente pasó a Juan Alonso Pérez de Guzmán, que en 1371 cambió La Algaba y el Vado de las Estacas (en Alcalá del Río) por Niebla y sus aldeas cercanas, convirtiéndose en el I conde de Niebla. No obstante, posteriormente, La Algaba pasó a ser del conde de Niebla y en 1396 fue dada como dote de su hija Leonor deGuzmán, que contrajo matrimonio con Diego López de Zúñiga.
En 1440 Juan de Guzmán y Torres cambió Medina Sidonia por La Algaba, Alaraz (actual El Aral) y el Vado de las Estacas. Juan de Guzmán construyó la torre de los Guzmanes, finalizada en 1446. Se trata de una torre de ladrillo de 27 metros de altura y cuatro plantas.
En 1476 se creó el señorío de La Algaba, que se mantuvo dentro de la misma familia: Luis de Guzmán y Aponte, II señor de La Algaba; Rodrigo de Guzmán y Ponce de León, III señor de La Algaba; Luis de Guzmán y Acuña, IV señor de La Algaba.

### Edad Moderna
En 1556 Felipe II convirtió el señorío en marquesado y Francisco de Guzmán y Manrique, V señor de La Algaba, se convirtió en I marqués de La Algaba. Ese mismo año, Francisco de Guzmán ingresó en la Orden de Calatrava. La villa estuvo gobernada por este marquesado hasta que tuvo su primer ayuntamiento, en el siglo XIX.
Desde, al menos, el siglo XV, los vecinos podían ir Sevilla en una barca de 16 metros de eslora que partía desde Alcalá del Río. Cuando esa embarcación no prestaba servicio porque estaba averiada o por problemas políticos entre los nobles de ambas localidades, los vecinos de La Algaba usaban otra barca, que primero fue propiedad del señorío y luego del conde de Montijo.
A finales del siglo XIV comenzó la iglesia de Santa María de las Nieves. Se terminó a comienzos del siglo XVI. No obstante, fue destruida casi totalmente en el terremoto de Lisboa de 1755. Fue reconstruida por los arquitectos Pedro de San Martín, Tomás Zambrano y Pedro de Silva. En 1925 el arquitecto Juan Talavera y Heredia construyó una capilla neogótica a los pies de la nave izquierda. El retablo mayor está presidido por una Virgen de las Nieves, del siglo XVIII.

### Edad Contemporánea

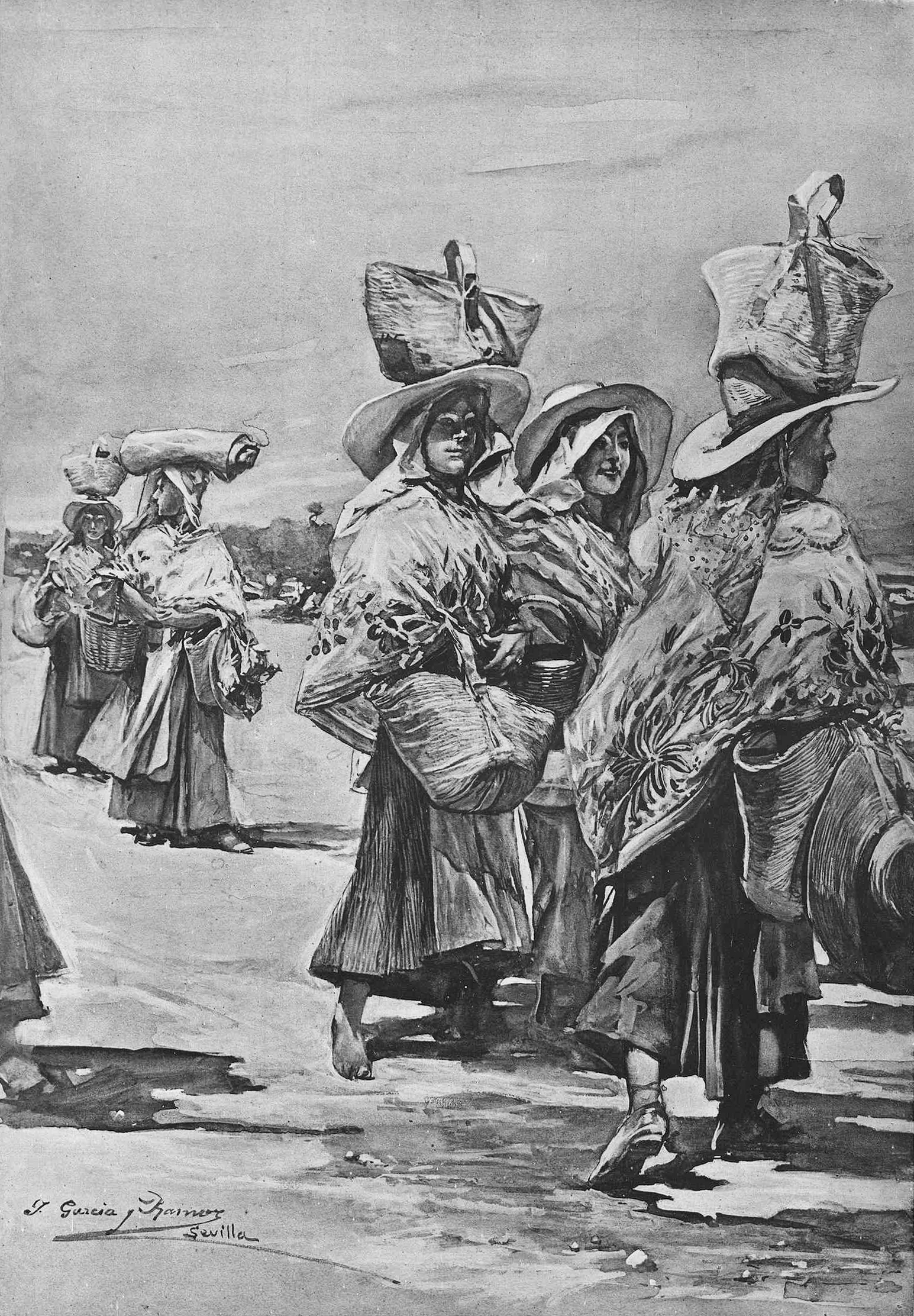
«Algabeñas camino de Sevilla». Dibujo de José García y Ramos (1897)

Los siglos XIX y XX supusieron para La Algaba profundos cambios en casi todos los aspectos, comenzando con el impacto de la guerra de la Independencia española y el proceso de las Desamortizaciones. El secular aislamiento de La Algaba, rodeada por cauces fluviales, darán paso a un mayor contacto con la metrópoli hispalense.
Tras la cruenta guerra civil española (en que se habilitó un campo de concentración para prisioneros republicanos) y la dura posguerra (donde alojó el campo de concentración y exterminio para mendigos e indigentes de las Arenas, en 1940, y donde murieron 144 de 300 internados), durante las décadas de los 60 y 70 del siglo XX, el pueblo comienza su expansión y se van construyendo barrios nuevos junto a los límites del casco tradicional, como el de El Aral, tendiendo las edificaciones más recientes a ocupar los espacios agrícolas situados entre tres límites físicos que claramente delimitan el espacio urbano, el río Guadalquivir, la carretera comarcal A-8006 y la A-8079, carretera que une Santiponce y La Algaba.
Desde finales del siglo XIX y a lo largo del siglo XX el cultivo extensivo del naranjo se unió a los ya existentes de maíz, tubérculos, algodón, orozuz, hortalizas, olivares y viñedos. A comienzos del siglo XX se construyó un puente sobre el Guadalquivir y otro sobre la Rivera de Huelva, lo que mejoró las comunicaciones de La Algaba.
La patrona de la localidad es santa Marta. Existen dos leyendas sobre el origen de este patronazgo. Una dice que en la Edad Media un dragón se acercó a la localidad y se apareció santa Marta, que lo derrotó rociándolo con agua bendita. Otra dice que, en el siglo XVII, una epidemia de peste asoló el pueblo, que escogió a esta santa para su protección y, al cesar la epidemia, la escogieron como patrona.

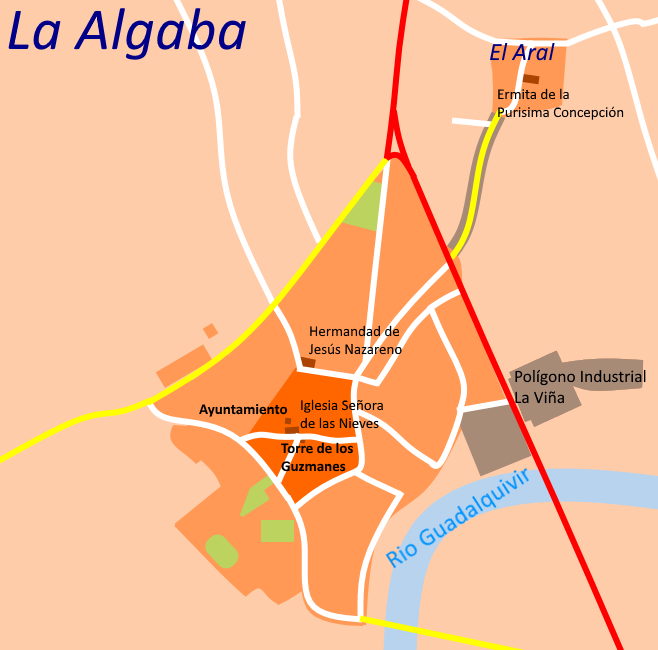
Plano esquemático del municipio, con las principales vías de acceso y comunicación.
Zona urbana
Zona industrial
Centro histórico
Edificio de interés
Zona verde
Carreteras provinciales
Carretera comarcales

| Zona urbana Zona industrial Centro histórico Edificio de interés | Zona verde Carreteras provinciales Carretera comarcales |

## Geografía humana

### Núcleos de población
El municipio se divide en las siguientes entidades de población, según el nomenclátor de población publicado por el INE (Instituto Nacional de Estadística). Los datos de población se refieren a 2017:
Población separada por sus dos grandes núcleos:
| Entidad de Población | Pob. (2018) |
| -------------------- | ----------- |
| La Algaba            | 15 554      |
| El Aral              | 747         |

### Demografía
Cuenta con una población de 16 666 habitantes (INE 2024).
| Gráfica de evolución demográfica de La Algaba entre 1842 y 2021                                                       |
| |
| Población de derecho según los censos de población del INE. Población de hecho según los censos de población del INE. |

### Economía
La Algaba al ser un pueblo dormitorio de Sevilla no presenta una gran industralización, sobre saliendo el polígono industrial La Viña y varias naves industriales a las afueras por la carretera A-8079, son protagonistas indiscutibles de la economía agraria ya que proporcionan el ambiente ideal para las huertas y cultivos de la zona. La ganadería (equino, ovino y caprino) y el comercio también tiene cierta importancia. También presenta un Dia Maxi y un mercado de abastos

#### Evolución de la deuda viva municipal
| Gráfica de evolución de Deuda viva del Ayuntamiento de Algaba (La) entre 2008 y 2019                                |
| |
| Deuda viva del Ayuntamiento de Algaba (La) en miles de Euros según datos del Ministerio de Hacienda y Ad. Públicas. |

### Comunicaciones y transporte

#### Carreteras principales y autonómicas
- (A-8001): La Rinconada - Estación de San José de la Rinconada
- (A-8079): La Algaba - Santiponce

#### Autovías
- (A-66): Salida 805 por la N-630

### Autobuses urbanos
La Algaba cuenta con un servicio regular de autobuses con la capital que pertenece al Servicio de Transportes Metropolitano del Área de Sevilla. La empresa que presta dicho servicio es Paulino.
La línea de autobús que cumple más o menos el recorrido por La Algaba es la M-110.
| Línea | Trayecto            | Recorrido                                                                                                   | Frecuencia    |
| ----- | ------------------- | --- | ------------- |
| M-110 | La Algaba - Sevilla | Recorrido (enlace roto disponible en Internet Archive; véase el historial, la primera versión y la última). | 35-40 minutos |

## Administración y política
La administración política de la ciudad se realiza a través de un ayuntamiento de gestión democrática cuyos componentes se eligen cada cuatro años por sufragio universal. El censo electoral está compuesto por todos los residentes empadronados en La Algaba mayores de 18 años y nacionales de España y de los otros países miembros de la Unión Europea.
Según lo dispuesto en la Ley del Régimen Electoral General, que establece el número de concejales elegibles en función de la población del municipio, la corporación municipal de La Algaba está formada por 17 concejales. Desde que se celebraron las primeras elecciones municipales democráticas en 1979, han gobernado el Ayuntamiento 4 alcaldes diferentes desde 1979, habiéndose producido gobiernos municipales del PSOE y de Izquierda Unida.
| Partido político | Partido político                                                | 2019    | 2019       | 2015    | 2015       |
| Partido político | Partido político                                                | votos   | Concejales | votos   | Concejales |
| ---------------- | --------------------------------------------------------------- | ------- | ---------- | ------- | ---------- |
|                  | Partido Socialista Obrero Español de Andalucía (PSOE-A)         | 62.43 % | 12         | 58,42 % | 10         |
|                  | Izquierda Unida Los Verdes-Convocatoria por Andalucía (IULV-CA) | 18.66 % | 3          | 26,59 % | 5          |
|                  | Partido Popular (PP)                                            | 8.08 %  | 1          | 7,34 %  | 1          |
|                  | Ciudadanos – Partido de la Ciudadanía (Cs)                      | 4.19 %  | 0          | 5,62 %  | 1          |
|                  | Podemos                                                         | 5.06 %  | 1          | -       | -          |

| Periodo   | Nombre                     | Partido |
| --------- | -------------------------- | ------- |
| 1979-1983 | José María Torres Zapico   | PCE     |
| 1983-1987 | José María Torres Zapico   | PCE     |
| 1987-1991 | José María Torres Zapico   | IULV-CA |
| 1991-1995 | José María Torres Zapico   | IULV-CA |
| 1995-1999 | José María Torres Zapico   | IULV-CA |
| 1999-2003 | José Luis Vega Romero      | IULV-CA |
| 2003-2007 | José Luis Vega Romero      | IULV-CA |
| 2007-2011 | José Luis Vega Romero      | IULV-CA |
| 2011-2015 | Diego Manuel Agüera Piñero | PSOE-A  |
| 2015-2019 | Diego Manuel Agüera Piñero | PSOE-A  |
| 2019-2023 | Diego Manuel Agüera Piñero | PSOE-A  |
| 2023-act. | Diego Manuel Agüera Piñero | PSOE-A  |

### Elecciones generales
| Partido Socialista Obrero Español (PSOE)             | 3488 | 43,65 % |
| Vox (VOX)                                            | 1360 | 17,02 % |
| Unidos Podemos (Podemos-IU-Equo)                     | 1251 | 15,66 % |
| Partido Popular (PP)                                 | 921  | 11,53 % |
| Ciudadanos-Partido de la Ciudadanía (Cs)             | 559  | 7 %     |
| Más País (MP)                                        | 113  | 1,41 %  |
| Partido Animalista Contra el Maltrato Animal (PACMA) | 93   | 1,16 %  |
| Andalucía Por Sí (AxSÍ)                              | 22   | 0,28 %  |
| Partido Comunista Obrero Español (PCOE)              | 13   | 0,16 %  |
| Por un Mundo Más Justo (M+J)                         | 12   | 0,15 %  |
| Recortes Cero                                        | 11   | 0,14 %  |

## Oferta educativa
En La Algaba funcionan actualmente 3 colegios (públicos), de educación infantil y primaria:
- CEIP Francisco Giner de los Ríos
- CEIP Purísima Concepción
- CEIP Vicente Aleixandre

Además, existen 2 institutos de educación secundaria:
- IES Torre de los Guzmanes
- IES Matilde Casanova

Cabe destacar que el IES Torre de los Guzmanes tiene, además, bachillerato.

## Patrimonio natural, artístico y monumental
- Iglesia de Santa María de las Nieves. De estilo gótico-mudéjar se comenzó a construir en el siglo XIV pero tuvo que ser reedificada en 1755 tras el terremoto de Lisboa. Es una iglesia de estilo mudéjar con planta de cruz latina y tres naves. Está cubierta con bóvedas de crucería, entre la que destaca la del crucero de terceletes con prolongación estrellada hacia el ábside. La torre es del siglo XV.
- Torre de los Guzmanes. Fue concebida como edificación defensiva en el siglo XV. Tiene una altura de 27 metros, planta rectangular y  una magnífica escalera que comunica tres plantas que acaban en un remate almenado. Cada piso está cubierto con bóvedas de arista y destacan sobre todo el conjunto de ventanas con arcos rebajados, ojivales, trilobulados y polilobulados. La torre se ubica en pleno centro del pueblo rodeada de viviendas que se han ido adosando a casi todo su perímetro.
- Ermita de la Inmaculada. Situada en el barrio de El Aral, totalmente restaurada en 1929. Conserva interesantes esculturas como la de la Virgen de la Concepción (siglo XVIII) o la de San José, perteneciente a la escuela de Martínez Montañés.
- Iglesia de Nuestro Padre Jesús Nazareno. Destaca sobre todo su artesonado de estilo neomudéjar y su retablo neobarroco.
- Ermita de San Salvador. Situada en el barrio de El Aral cuenta en su interior con un altar mayor de madera de tipo neoclásico rematado con el escudo de la orden de la Merced. En su camarín superior se encuentra la imagen de la Inmaculada Concepción, muy venerada y objeto de una importante Romería el primer domingo de junio.
- Puente Viejo. Puente de hierro que atraviesa el río Guadalquivir en la carretera SE-113. Su construcción se inició a principios del siglo XX. Es un puente constituido por cuatro vanos de 40 metros de altura cada uno de los cuales se salva mediante dos celosías principales separadas seis metros.
- Villa romana de Casilla Bravo. Datada en el siglo I al IV d. C. es una villa romana compuesta de una serie de edificios entre los que encontramos termas, necrópolis, etc.

### Semana Santa
La localidad tiene varias hermandades que procesionan en Semana Santa. La Hermandad y Cofradía de Nazarenos de Nuestro Padre Jesús Cautivo y Rescatado, María Santísima del Dulce Nombre y San Juan Evangelista procesiona el Miércoles Santo. En 2005 fue reconocida canónicamente como hermandad de penitencia. Tiene su sede canónica en la iglesia de Santa María de las Nieves.
La Antigua, Real e Ilustre Hermandad y Cofradía de Nazarenos del Santísimo Cristo de la Vera Cruz, Nuestra Madre y Señora María Santísima de la Esperanza y San Juan Evangelista procesiona el Jueves Santo. Fue fundada en el siglo XVI y desapareció en el 1849. Fue refundada en 1894. Tiene su sede canónica en la iglesia de Santa María de las Nieves.
La Pontificia, Real e Ilustre Hermandad de Nuestro Padre Jesús Nazareno, Nuestra Señora de los Dolores, San Juan Evangelista y Santa Cruz del Convento. Procesiona en la noche entre el Jueves y el Viernes Santo (la Madrugá). Se desconoce cuándo se fundó, aunque debió ser entre los siglos XVIII y XVII. En la década de 1980 la hermandad adquirió un solar en el barrio de la Cruz del Convento, donde construyó la iglesia de Nuestro Padre Jesús Nazareno.

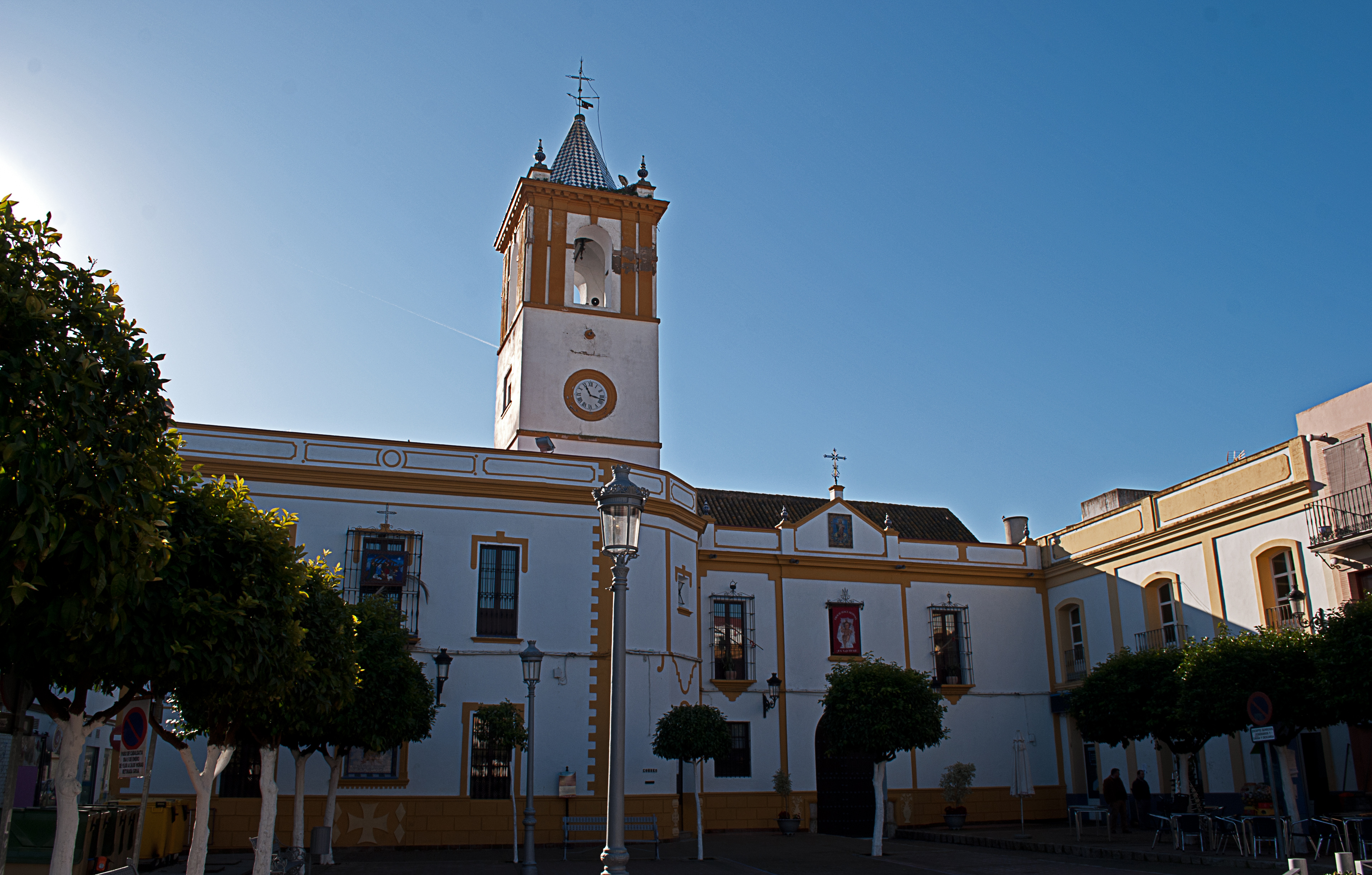
Iglesia de Santa María de las Nieves.

La Antigua, Real, Ilustre y Franciscana Hermandad y Cofradía de Nazarenos del Santo Entierro de Cristo, Nuestra Señora de la Soledad y Resurrección Gloriosa, procesiona el Viernes Santo y el Domingo de Resurrección. Se desconoce cuándo se fundó la Hermandad del Santo Entierro de esta localidad, aunque ya existía a finales del siglo XVI Siendo la imagen de su titular Nuestra Señora de la Soledad la imagen más antigua de cuantas procesionan en la Villa, siendo además la única que no ha cambiado ni de advocación ni de hermandad. Tiene su sede canónica en la iglesia de Santa María de las Nieves.

### Romería de la Purísima Concepción
Se trata de una tradición centenaria. Esta Virgen fue coronada canónicamente por el arzobispo en 2004. Se procesiona con la Virgen de la Purísima Concepción desde la iglesia de Santa María de las Nieves hasta la ermita de El Aral.

### Candevelares
La noche del 7 de diciembre se hacen fogatas. Con ellas conmemora el dogma de la Inmaculada, de 1854. Según la historia oral, significa velar por noticias del dogma de la Inmaculada.

## Ciudades hermanadas
Lista de municipios hermanados:
- Chipiona
- San Antonio de los Baños
- Módena